# Sint-Martinuskerk (Landshut)
De Sint-Martinuskerk in Landshut is een gotische kerk in deze Duitse stad.
De bouw van de kerk startte in 1389 en nam 120 jaar in beslag. De toren, 130,6 m hoog, is de hoogste van Beieren en de hoogste bakstenen kerktoren ter wereld. Aan de toren werd 55 jaar gewerkt (voltooid in 1500). In de toren hangen elf klokken, waarvan de oudste uit 1400 stamt. De zwaarste en grootste klok, de Propstglocke, weegt ruim 6500 kg. Deze is de grootste van het bisdom en is overal in de stad te horen, vanwege de hoogte waarop de klok hangt.